# Кастел ди Кроче (Изернија)
Кастел ди Кроче је насеље у Италији у округу Изернија, региону Молизе.
Према процени из 2011. у насељу је живело 29 становника. Насеље се налази на надморској висини од 497 м.